# 770
770 (DCCLXX) je bilo navadno leto, ki se je po julijanskem koledarju začelo na ponedeljek.

## Dogodki
- 1. januar

## Rojstva
- Mihael II. Amorijec, bizantinski cesar († 829)